# Palais omnisports de Paris-Bercy
Ne doit pas être confondu avec Dôme de Paris - Palais des Sports.
Le palais omnisports de Paris-Bercy (en abrégé POPB), souvent désigné (par ellipse) Paris-Bercy ou tout simplement Bercy, et actuellement parrainé sous le nom d'Accor Arena, est une salle polyvalente et modulable située boulevard de Bercy, dans le quartier de Bercy, dans le 12e arrondissement de Paris. Il est depuis son inauguration en 1984 le théâtre de nombreuses manifestations sportives, certaines régulières (comme le Masters de Paris-Bercy en tennis et le Grand Chelem de Paris en judo), de concerts des plus grands artistes nationaux et internationaux, et accueille les compétitions de basket-ball et de gymnastique artistique des Jeux olympiques d'été de 2024.
Encadré par le ministère de l'Économie et des Finances au nord-ouest et par le parc de Bercy au sud-est, il se trouve sur la rive droite de la Seine, à la hauteur du pont de Bercy ; la bibliothèque François-Mitterrand située rive gauche lui fait face.

## Présentation
Vaste de 55 000 m2, le palais omnisports de Paris-Bercy peut accueillir de 3 500 à 16 394 places assises, 18 476 spectateurs assis/debout et jusqu'à 20 300 assis/debout en version 360° avec la scène au centre de la salle. Dans un espace modulable adapté à presque tous les sports, y compris nautiques, comme à tous les types de spectacles, le palais omnisports de Paris-Bercy comprend également une patinoire, la patinoire Sonja-Henie.
La salle principale fait aussi office de salle de concert, accueillant des chanteurs et des musiciens de tous les styles ; de nombreux artistes en font une date de tournée dans la capitale française. Pour la configuration « concert », la salle peut être adaptée avec une scène en bout de salle ou une scène dite « américaine », c'est-à-dire centrale, le nombre de places variant alors avec l'ouverture de la fosse centrale.
La salle est exploitée par la Société anonyme d’exploitation du Palais omnisports de Paris-Bercy (SAE POPB), qui gère également le Bataclan. Cette société d'économie mixte est détenue à 52 % par la Mairie de Paris et à 48 % par le groupe américain Anschutz Entertainment Group. Le groupe Accor paye uniquement pour apporter son nom au lieu.

## Architecture
L'extérieur du POPB est de forme pyramidale et a la particularité d'avoir ses parois recouvertes de pelouse en pente.
La salle principale offre une visibilité parfaite en tous points car il n'y a aucun poteau porteur dans les gradins. Ce sont quatre fûts porteurs, en retrait des gradins, qui supportent une charpente métallique à géométrie irrégulière, imaginée par Jean Prouvé, située à 24 mètres de l'aire de jeu. Cette charpente métallique de 6 400 m2 offre trois particularités techniques importantes : un réseau de monorails sur lequel circulent quatre convoyeurs à pont roulant de cinq tonnes chacun permettant toutes les manipulations et les transformations de la salle dans les délais les plus courts. [réf. souhaitée]
Grâce à ce dispositif original, imaginé et réalisé pour la première fois au monde, ce palais permet une série d'applications techniques sans limite [Information douteuse] pour la sonorisation, les éclairages et les effets spéciaux, tant pour le sport que pour les spectacles.

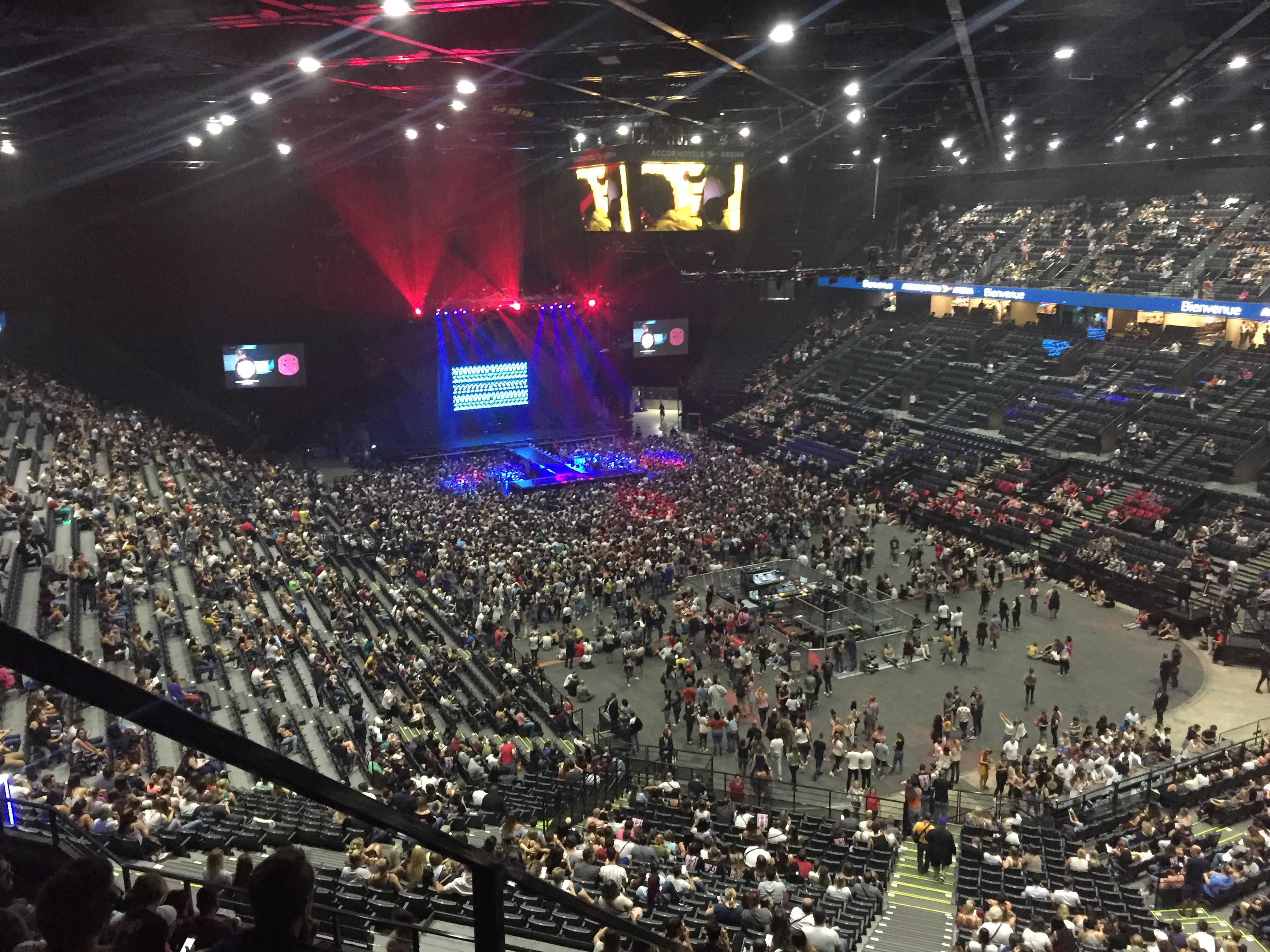
Accor Arena lors d'un concert

## Historique
Le site du Palais omnisports est celui d’un terrain dépendant du fief de la Râpée où un commissaire général aux troupes fit construire au cours du XVIIe siècle au bord de la rue de Bercy un hôtel derrière lequel le terrain qui s'étendait jusqu'au chemin en bord de Seine n’était pas aménagé en jardin. Il comprenait un étang et était parcouru par le ruisseau de Montreuil de la rue de Bercy à son embouchure.
L’hôtel avait disparu à la fin du XVIIIe siècle et des entrepôts de vins se sont établis à cet emplacement près de la barrière d’octroi de la Râpée, à l’extérieur de la ville de Paris pour échapper aux taxations, sur le territoire de la commune de Bercy de 1790 à 1859, année de son annexion par la ville de Paris.
Au cours de la première moitié du XIXe siècle, le ruisseau de Montreuil était enserré dans un canal entre les entrepôts jusqu'à la couverture de l’ensemble de ce petit cours d’eau vers 1850.

Site du palais omnisports sur plans anciens
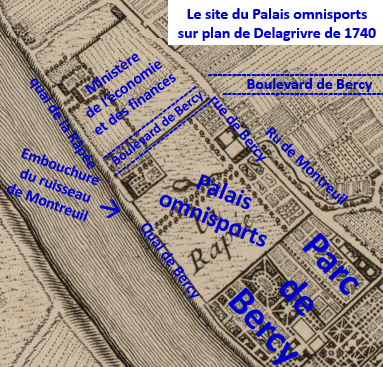
Site du palais omnisports sur plan de 1740
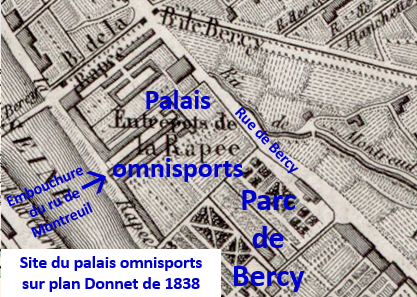
Site du palais omnisports sur plan de 1838

Les entrepôts actifs, jusque dans les années 1960, ont ensuite périclité.

Palais omnisports. Vue extérieure depuis les quais de Seine.

Dans les années 1970, la ville de Paris projette la construction du quartier de Paris-Bercy. Le palais omnisports fait partie de l'important projet d'aménagement urbain de ce secteur de Paris, qui devait bénéficier par ailleurs d'un accès excellent (proximité de la gare de Lyon, du RER, du métro, de la voie express rive droite et du boulevard périphérique).
En mai 1979, la ville de Paris lance une consultation auprès de seize équipes d'architectes pour la réalisation du palais des sports de la ville de Paris, au sein du futur parc de Bercy.
Le 23 juillet 1979, les candidats remettent leurs projets, et le 23 octobre 1979 la ville désigne l'équipe « Andrault-Parat, Prouvé, Guvan » lauréate du concours, et lui en confie l'exécution. Le projet est alors présenté par Le Parisien comme « le futur Vél' d'Hiv' de Paris ». Le travail d'étude commença à la fin du mois d'octobre 1979, le chantier pour les fondations s'ouvrit en février 1981, et la construction débute le 30 mars 1981, pour se terminer deux ans et demi plus tard, en décembre 1983.
Il est inauguré le 3 février 1984 par Jacques Chirac, alors maire de Paris.
Cet équipement est l'un des premiers pour le développement de l'est parisien (bien avant la bibliothèque François-Mitterrand, le parc de Bercy, et le ministère des Finances). Il marque l'entrée nord-ouest du parc de Bercy.
Des travaux de rénovation sont entamés en mars 2014 pour une durée prévisionnelle de dix-huit mois, entrecoupée par une réouverture provisoire pour la tenue du tournoi de tennis de Paris-Bercy et d'une série de concerts. La fin des travaux a lieu en octobre 2015. Du 3 mars au 13 octobre 2014, l'extérieur est totalement réaménagé. Les travaux reprennent ensuite du 9 décembre 2014 à octobre 2015, où l'intérieur est agrandi. La salle de concert passe de 17 000 à 20 300 places.
En octobre 2015, le groupe Accor, qui a sponsorisé les travaux, obtient de la mairie de Paris de remplacer le nom du POPB par « AccorHotels Arena », dans le cadre d'un contrat de parrainage d'une durée de dix ans, plus une option de cinq ans renouvelable une fois pour un montant annuel de 4,15 millions d'euros dont un million ira dans les caisses de la ville de Paris et le reste dans celles de la société exploitant le palais omnisports. Après une délibération du Conseil de Paris votée le 5 avril 2019, l'enceinte modifie son nom début 2020 pour se rebaptiser Accor Arena (officiellement « Accor Arena POPB »), en conformité avec le récent changement de nom du sponsor de l'enceinte.
En juillet 2021, POPB rachète le fonds de commerce du Bataclan au groupe Lagardère. Le 14 septembre 2021, la place située devant la salle de concert est officiellement renommée esplanade Johnny-Hallyday.

## Événements

### Sports
Le palais omnisports de Paris-Bercy est inauguré le 3 février 1984 par une épreuve cycliste « mythique » : les Six Jours de Paris. Le football est la deuxième discipline sportive à profiter de la salle avec l'organisation les 14 et 15 février 1984 de la première édition du tournoi intérieur de football du Paris Saint-Germain. Au mois de décembre 1984, toute une génération d'adolescents vibre pour une nouvelle discipline du sport cycliste qui fait son entrée dans l'enceinte du POPB. Il s'agit du « bicross », sport créé aux États-Unis dans les années 1970, aujourd'hui connu sous le sigle « BMX », pour bicycle moto-cross. Les stars américaines de la discipline sont présentes ainsi que les meilleurs français. Le Bicross Indoor International de Paris-Bercy, organisé par les éditions Larivière, connaît un succès sans précédent jusqu'à sa dernière édition en novembre 1990. Il faut ensuite attendre le mois d'août 2005 pour revoir une épreuve de BMX dans l'enceinte de Bercy, avec les Championnats du Monde UCI.
Le palais omnisports est le siège de manifestations sportives régulières ou exceptionnelles dans de nombreuses disciplines différentes dont certaines inhabituelles dans un contexte « indoor » (« salle couverte »). On peut retenir entre autres :
- athlétisme :
  - Championnats d'Europe en salle 1994.
  - Championnats du monde en salle 1997.
  - Championnats d'Europe en salle 2011.
- arts martiaux : Festival des arts martiaux (la 25e édition est tenue le 27 mars 2010).
- basket-ball :
  - Finales de Pro A et Pro B (2005 à 2012)
  - All-Star Game LNB.
  - Finales des coupes de France masculine, féminine et handibasket.
  - Championnat d'Europe 1999.
  - Final Four de l'Euroligue (1991, 1996, 2010).
  - NBA Europe Live Tour 2006 (San Antonio Spurs - Maccabi Tel Aviv), 2008 (Nets du New Jersey - Heat de Miami), 2010 (Knicks de New York - Timberwolves du Minnesota).
  - Quelques matchs de Metropolitans 92 lors de la saison 2022-2023 de Betclic Élite, quelques matchs du Paris Basketball lors de la saison 2022-2023 et 2023-2024 de Betclic Élite.
  - NBA Paris Game 2020 (Bucks de Milwaukee - Hornets de Charlotte), 2023 (Bulls de Chicago - Pistons de Détroit), 2024 (Nets de Brooklyn - Cavaliers de Cleveland), 2025 (Spurs de San Antonio - Pacers de l'Indiana[14]).
- BMX : Championnat du monde 2005.
- boxe : combats de Championnats du monde.
- MMA: 
  - UFC Paris Fight Night 1 : Gane vs Tuivasa 3 septembre 2022
  - UFC Paris Fight Night 2 : Gane vs Spivac 2 septembre 2023
  - PFL Europe Paris : Doumbe vs "Baki" Chamsoudinov 7 mars 2024
  - Bellator Champions Series Paris : Mix vs Magomedov 17 mai 2024
  - UFC Paris Fight Night 3 : Moicano vs Saint Denis 28 septembre 2024
- catch :
  - SmackDown! Live Tour le 14 septembre 2007.
  - Raw Live Tour le 27 septembre 2008.
  - SmackDown! & ECW Live Tour 2009 les 26 et 27 septembre 2009.
  - Raw Live Tour les 24 et 25 septembre 2010.
  - Wrestlemania Revenge Tour les 20 avril 2012 et 2013 et Raw Live le 12 novembre 2014.
  - WrestleMania Revenge le 23 avril 2016.
  - WWE Raw Live 19 mai 2018, le 14 mai 2019 et 30 avril 2022.
- cyclisme sur piste : Six Jours de Paris (de 1984 à 1989).
- équitation : jumping international.
- escalade :
  - Championnats du monde d'escalade 2012.
  - Championnats du monde d'escalade de 2016.
- futsal : tournoi indoor du Paris Saint-Germain (de 1984 à 1992 et en 2007).
- funboard : première compétition indoor jamais organisée qui revient les 1er et 2 avril 2016.
- gymnastique : Internationaux de France de gymnastique.
- handball :
  - Phase finale des Championnats du monde masculin 2001, féminin 2007 et masculin 2017.
  - Phase finale du Championnat d'Europe féminin 2018.
  - Finales de coupe de France féminines et masculines, Tournoi de Paris Île-de-France.
- hockey sur glace :
  - Finales de la coupe de France de hockey sur glace depuis 2007 (sauf 2015 et 2021).
  - Championnat du monde de hockey sur glace 2017.
- motomarine.
- judo : Tournoi de Paris, Championnats du monde de judo 2011.
- karaté : Championnats du monde de karaté 2012.
- karting : Masters de karting de Paris-Bercy.
- moto-cross : Supercross Paris-Bercy.
- patinage artistique :
  - Championnats du monde 1989.
  - Finale de la Série des Champions ISU 1995-1996.
  - Championnats d'Europe 1997.
  - 25 éditions du Trophée de France (1987, 1988, 1989, 1990, 1992, 1993, 1996, 1997, 1998, 1999, 2000, 2001, 2002, 2003, 2004, 2005, 2006, 2007, 2008, 2009, 2010, 2011, 2012, 2013 et 2016).
- ski : show indoor de ski acrobatique.
- esport :
  - Coupe du monde des jeux vidéo 2006.
  - Masters ESWC 2008.
  - Finales du segment d'été des LCS 2017.
  - Finale du Championnat du monde de League of Legends 2019.
  - ZrT TrackMania Cup 2022.
- stock-car.
- tennis :
  - Masters de Paris-Bercy (de 1986 à 2024).
  - Certaines rencontres de l'équipe de France de Coupe Davis comme la finale 2002.
- tennis de table : Championnats du monde en 2003 et Championnats du monde en 2013.
- volley-ball.
- Rugby-fauteuil : Coupe Internationale de Rugby fauteuil 2023.

### Jeux olympiques et paralympiques de 2024

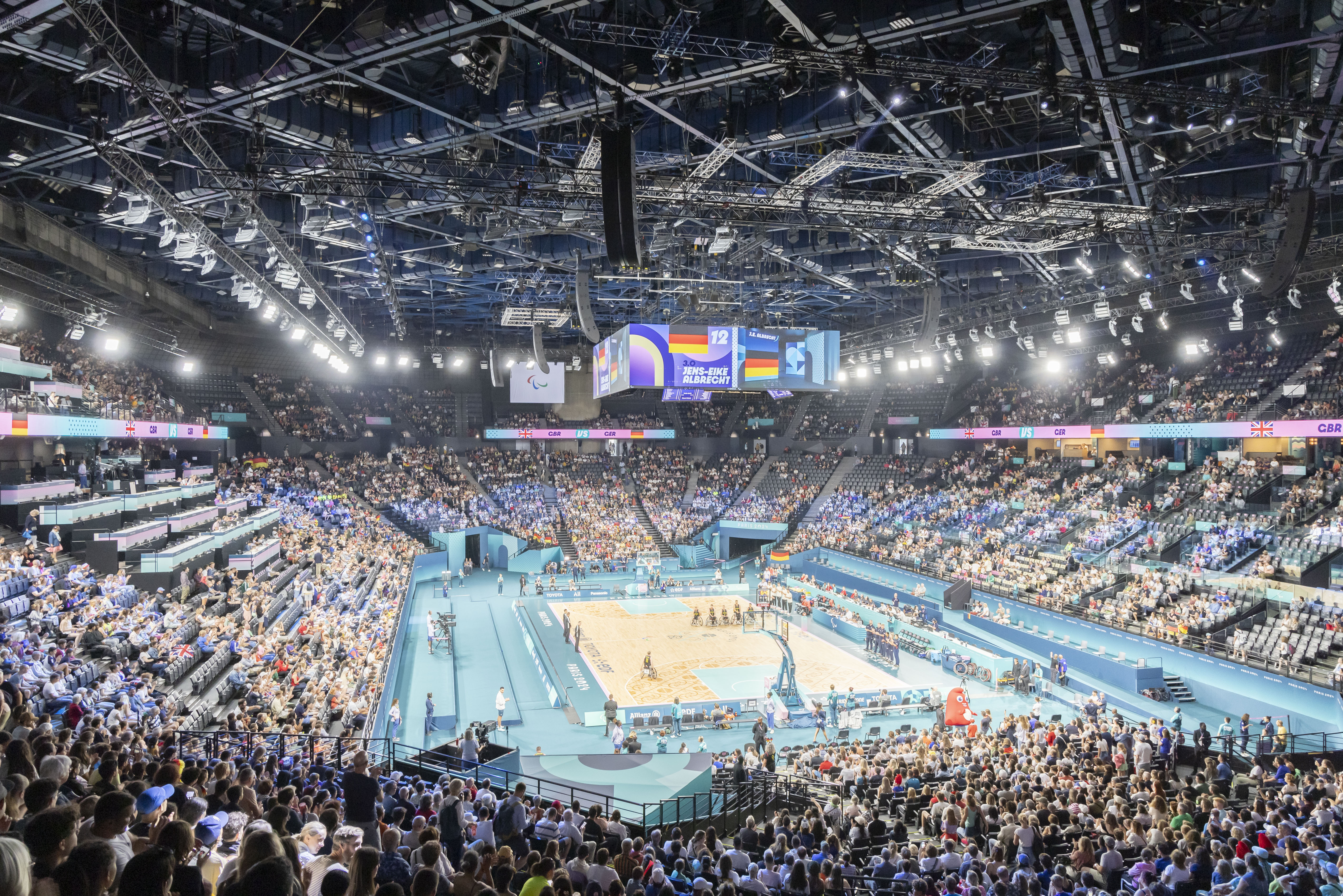
Match de basket en fauteuil lors des Jeux Paralympiques de 2024.

Pendant les Jeux olympiques de Paris, la salle accueille les épreuves de gymnastique artistique, de trampoline et les finales de basket-ball. Pendant les Jeux paralympiques, elle accueille le tournoi de basket en fauteuil. Durant cette période la salle porte le nom de Bercy Arena.

### Concerts
Le premier concert à Bercy fut donné par le groupe de hard rock allemand Scorpions avec Mama's Boys en première partie le 29 février 1984[source secondaire souhaitée]. suivis du groupe anglais Queen le Mardi 18 Septembre 1984 et du groupe Texan ZZ Top le Lundi 29 Septembre 1986. Paul McCartney s'y est également produit le 14 Octobre 1993. De nombreux autres groupes ont ensuite foulé la scène de cette salle, la plus grande à accueillir des concerts de rock à Paris à cette époque. Julien Clerc fut le premier chanteur français à investir la scène du palais omnisports[source secondaire souhaitée], l'année suivante. Jeanne Mas fut la première chanteuse française à s'y produire en septembre 1989 pour quatre soirs.
Des émissions spéciales de La Fureur, présentées par Arthur en direct sur TF1 y ont été tournées dans les années 1990[source secondaire souhaitée] et, le 4 décembre 2015, Alessandra Sublet fête les « 30 ans de Bercy » en direct sur TF1.
Les Enfoirés s'y sont produits plusieurs fois (en 2005, 2009, 2013, 2016 et 2020).
Une émission spéciale de «Taratata »présenté par Nagui  a célébré les 40 ans de l'Accor Arena de Paris avec un grand concert festif enregistré le jeudi 19 septembre 2024 et diffusé le vendredi 25 octobre 2024 en prime sur France2. Un show de 3h réunissant plus de 70 artistes sur scène dont Indochine, Zazie, Patrick Bruel, Cali, Shaka Ponk, Santa, Tryo,  Louise Attaque, Youssou N’Dour.

### One-(wo)man-shows
- Jean-Marie Bigard (28 décembre 2001)
- Florence Foresti (19 au 23 septembre 2012) et (22 et 23 décembre 2015)
- Gad Elmaleh et Kev Adams (du 23 novembre au 4 décembre 2016)
- Inès Reg (17 juin 2023)
- Jérémy Ferrari (9 et 10 mars 2024)
- Jeff Panacloc (10 avril 2024)

#### Records
Jacques Higelin demeure l'artiste qui a affiché le plus longtemps à Bercy : du 12 septembre au 12 octobre 1985, soit un mois.
Dire Straits, lors de sa dernière tournée mondiale On Every Street Tour, joua dix soirs à Bercy (trois en octobre 1991 et sept consécutifs en avril 1992).
Le groupe The Cure (le 12 mars 2008), a interprété 42 chansons pendant plus de 3 h 30 min de concert. 
Michel Sardou, entre 1989 et 2012, chante à Bercy 91 fois. Pour sa première série de concerts en 1989, il y créa un tableau final avec Robert Hossein de plus de douze minutes avec la chanson Un jour la liberté commémorant le bicentenaire de la Révolution. En 1998, il fait installer pour la première fois une scène centrale.
Le record masculin est détenu par Johnny Hallyday, de 1987 à 2016, il chante à Bercy 95 fois,, auquel s'ajoutent les huit concerts donnés du 5 au 10 novembre 2014 et du 24 au 25 juin 2017 avec Les Vieilles Canailles (Eddy Mitchell et Jacques Dutronc).
Le record féminin est détenu par Dorothée, qui entre 1990 et 1996 y chanta 56 fois, dont douze fois en 1990 (du 6 au 21 janvier), douze fois en 1992 (du 18 janvier au 2 février), six fois en 1993 (du 2 au 6 janvier), dix fois en 1994 (du 15 au 26 janvier) et seize fois en 1996 (du 4 au 15 décembre). Elle s'y est à nouveau produite le 18 décembre 2010 pour une représentation unique. Elle totalise donc 57 représentations à ce jour[Quand ?]. Elle détient aussi le record de la manifestation musicale y rassemblant le chiffre de spectateurs le plus intimiste de la salle : 5 201 billets édités (invitations comprises) le 18 décembre 2010. En décembre 2015, invitée pour une soirée spéciale présenté par Alessandra Sublet : les Trente ans de Bercy, elle propose pour l'occasion le titre Tremblement de Terre Remix 2015.
Jeanne Mas est la première artiste française féminine à y présenter un spectacle, c'était à l'automne 1989 avec quatre concerts.
Mylène Farmer a donné ses premiers concerts à Bercy un peu plus tard, les 7 et 8 décembre 1989. En 2006, elle s'y produit du 13 janvier au 29 janvier, treize fois consécutives (le record est détenu par Dorothée en 1996 avec seize représentations). Le spectacle de Farmer étant intransportable du fait du gigantisme de la mise en scène, cela vaut à Bercy d'être le seul lieu où elle se produit lors de sa résidence Avant que l'ombre… À Bercy.

En 2013, elle se produit dix fois à Bercy entre le 7 et le 21 septembre.

Elle totalise donc à ce jour[Quand ?] 33 représentations à Bercy.
Madonna s'y est produite les 3, 4 et 6 juillet 1990, lors de son Blond Ambition Tour. Elle retournera ultérieurement à Bercy, pour la plupart de ses tournées en arène (le Girlie Show en 1993, le Drowned World Tour en juin 2001, le Re-Invention Tour en septembre 2004, le Confessions Tour en août 2006, le Sticky and Sweet Tour en juillet 2009, le Rebel Heart Tour en décembre 2015, et le Celebration Tour en novembre 2023).
Michael Jackson s'y produit du 2 avril 2013 au 7 avril 2013, lors de la tournée posthume The Immortal World Tour ce qui fait de lui le premier artiste décédé étant représenté à Bercy.
NTM fut le premier groupe de rap à remplir une salle de 17 000 places en France, à l'occasion de cinq concerts les 18, 19, 20, 22 et 23 septembre 2008.
Koffi Olomidé fut, le 19 février 2000, le premier chanteur africain et  Werrason  Le 16 septembre 2000 , il devient le 2e artiste africain à se produire et remplir Bercy  aux Alpha Blondy, Papa Wemba ou encore Youssou N'Dour.
Kassav' est le premier groupe français à jouer deux soirs de suite à Bercy : 32 000 personnes viennent assister aux deux concerts.
Indochine est le groupe français qui a le plus joué à Bercy (en 2003, 2004, 2007, 2010, deux fois en 2006, six fois en 2018 et neuf fois pour leurs tournée de 2025/2026, toujours en remplissant la salle). Le groupe en est donc à 21 représentations à Bercy depuis 2003.
Le groupe britannique Muse a rempli six fois l'Arena en 2016 dans la nouvelle configuration de la scène en centrale rassemblant 24 000 spectateurs à chaque date. Muse a rassemblé 121 800 personnes au total des 6 dates.

### Autres événements
D'autres types de spectacles et de manifestations culturelles sont également organisés à Paris-Bercy : opéras, danse, spectacles sur glace, spectacles équestres, festivals d'arts martiaux, La Nuit du zapping, meetings politiques comme Benoît Hamon en 2017 pendant la présidentielle a remplis Bercy, conférences, etc.

## Communication

### Critiques à la suite du changement de nom
Le changement de nom du « palais omnisports de Bercy » en « AccorHotels Arena » est très critiqué par certains groupes de conservation des services publics en arguant que ce type de pratiques relève d'une marchandisation du patrimoine sportif et culturel,,.

#### Retrait d'une campagne d'affichage
En octobre 2015, l'AccorHotels Arena a décidé de communiquer en collaboration avec son agence publicitaire l'agence W pour faire connaître le nouveau nom, le groupe hôtelier lance une campagne d'affichage dans le métro parisien. Elle intègre des mentions telles que « Le seul lieu où on peut peloter des stars sans se soucier des conséquences » jugées sexistes par certains internautes et par Christophe Najdovski. Une campagne de pétition dénonce l'utilisation d'un « lexique de l'agression sexuelle et de la soumission forcée » et dénonce une violence banalisée et le renforcement d'un climat de misogynie. Devant la polémique, les affiches sont retirées du métro parisien à la demande de la mairie de Paris,.

### Identité visuelle

Ancien logo (années 1990?)
Ancien logo (2000)
Ancien logo (2005 - 2014) créé par Étienne Robial[25]
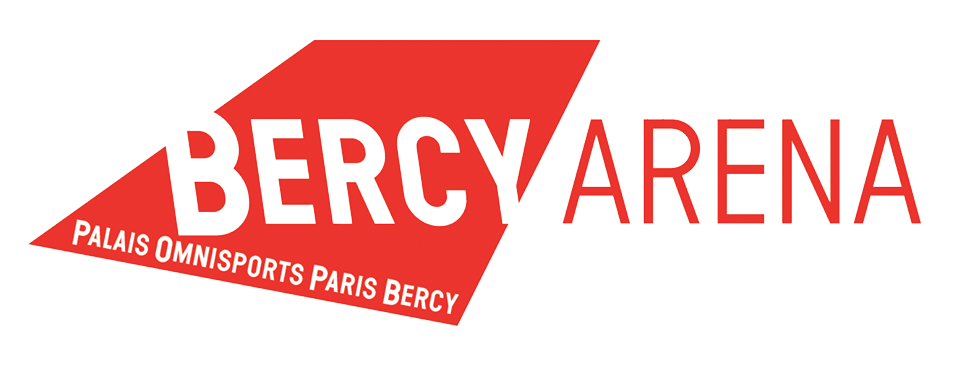
Ancien logo (2015)
Ancien logo (2015 - 2020)
Logo actuel

## Projet Arena II
Dans le cadre du projet parisien des Jeux olympiques d'été de 2024, il est prévu de construire une Arena II d'une capacité de 7 000 à 8 000 places à côté de la salle actuelle pour accueillir la lutte et une partie de la compétition de basket-ball. En décembre 2017, la mairie de Paris annonce que ce projet, contesté à cause de la réduction prévue des espaces verts, sera finalement construit porte de la Chapelle. D'une capacité de 8000 places assises, l'Arena Porte de la Chapelle (aussi connue sous le nom Adidas Arena) est inaugurée le 11 février 2024 à l'occasion d'un match de Betclic Élite entre le Paris Basket et Saint-Quentin.

## Phantom
Inauguré le 17 mars 2023, Phantom est l'endroit sous l'Accor Arena d'une capacité de 3 400 places, créé par Paris Society (appartenant au groupe Accor), dédié à de la programmation musicale nocturne (ayant lieu entre 23 h et 6 h) mais pas uniquement. Phantom est le résultat de la réhabilitation de la salle Marcel-Cerdan, une annexe de l'ancien palais omnisports, qui servait de salle de stockage. L'objectif de Phantom est aussi d'être un endroit dédié aux aftershows des événements qui ont eu lieu dans la salle principale de l'Accor Arena.